# Alfredo Gil
Alfredo Bojalil Gil, conosciuto come Alfredo Gil o El Güero Gil, (Teziutlán (Puebla), 15 agosto 1915 – Città del Messico, 10 ottobre 1999), è stato un cantante e compositore messicano.

## Biografia
Nacque a Teziutlan, Puebla, figlio di un immigrato libanese di cognome Bojalil e da Carmen Gil. Aveva cinque fratelli, due maschi e tre femmine, tutti con l'amore per la musica e poiché il cognome Bojalil era poco adatto per lo spettacolo, adottarono il cognome della madre.
Da quando era bambino amava la musica; su richiesta di suo padre imparò il mestiere di parrucchiere ed è lì che ricevette le sue prime lezioni di musica col mandolino. Poi ha scoperto il suo amore per la chitarra, che imparò a suonare durante il suo tempo libero. Ma fu il suo primo amore, il mandolino, su cui plasmò la sua ispirazione come compositore. Nel 1940 suo fratello Felipe Gil, che a quel punto cominciava ad essere popolare come El Charro Gil e i suoi Caporales, lo chiamò per unirsi a lui in un tour a New York. Lì conobbe Jesús Chucho Navarro Moreno, un altro messicano, che dal 1936 faceva parte dei Caporales. Dopo il ritorno di Charro Gil in Messico, Alfredo e Chucho rimasero a New York, fino al raggiungimento della fama nel 1944, e con il portoricano Hernando Avilés fondarono il Trio Los Panchos, nel quale rimase nel periodo 1944-1981.
Terza voce del gruppo, è particolarmente ricordato per la sua estrema maestria con il requinto, una piccola chitarra di registro acuto, creata da lui stesso per rinforzare le introduzioni e i passaggi senza voce delle canzoni; accordato un quarto più alto rispetto alla chitarra normale, assomiglia a una piccola chitarra ma con un suono più acuto, molto caratteristico del Trio Los Panchos.
Come compositore, molti dei suoi boleri sono famosi, come Caminemos, Sin un amor, Hija de la mala vida, Basura, Tu ausencia, Solo, Cien mujeres, Me castiga Dios, No trates de mentir, Ni que sí, ni quizá ni que no, Un siglo de ausencia, Ya es muy tarde, Loco, Mi último fracaso, No te vayas sin mí e Lodo, noto anche come Si tu me dices ven, tra molti altri.